# Phyllobrotica elegatula
Phyllobrotica elegatula es una especie de insecto coleóptero de la familia Chrysomelidae. Fue descrita en 1896 por Jacoby.